# Moa Valles
Le Moa Valles sono una struttura geologica della superficie di Marte.